# Yoshiko Kawashima
Yoshiko Kawashima (japansk: 川島芳子, Kawashima Yoshiko, født 24. maj 1907 i Beijing i Kina, henrettet 25. marts 1948), var en kinesisk (manchurisk) prinsesse som tjenestegjorde som spion for Japan. Hendes oprindelige navn var Aisin Gioro Xianyu (愛新覺羅·顯玗) med hædersnavnet Dongzhen 東珍, som betyder "Østens juvel"); hendes kinesiske navn var Jin Bihui (forenklet kinesisk: 金璧辉, traditionel kinesisk: 金璧輝).

## Liv og gerning
Hun blev født som 14. datter af den kejserlige prins Shanqi, tiende søn af prins Su af Kina, og blev adopteret i otte års alderen (1915) af sin fars ven, den japanske spion Naniwa Kawashima. Hun fik da det japanske navn Kawashima Yoshiko og blev opdraget i Japan. Efter et mislykket selvmordsforsøg, da hun var 17 år, muligvis efter at være blevet udsat for voldtægt af sin adoptivfar, klædte hun sig ofte som mand.
I årene 1927-29 var hun gift med sønnen til general Jengjuurjab, leder for den manchurisk-mongolske selvstændighedsbevægelse. Efter skilsmissen boede hun i Shanghai, hvor hun blev hvervet til spion for japanerne af sin japanske sambo Ryukichi Tanaka. Tanaka var af Japan sat til at hverve spioner blandt den manchuriske og mongolske adel. Hun udførte ofte opgaver i guerillagrupper i Manchuriet udklædt som mand og beskrives som en dominant filmstjernelignende skønhed.
I 1932 overtalte hun sin slægtning, Kinas ekskejser Pu Yi, til at acceptere Japans tilbud om at blive kejser i den japanske lydstat Manchukuo. I Manchukuo organiserede hun i 1932 en hær på 3.000-5.000 soldater for at nedkæmpe al modstand mod den japanske tilstedeværelse og fik i japanske aviser tilnavnet "Manchukuos Jeanne d'Arc". Hun havde en tid en forbindelse med Hayao Tada, kejserens japanske rådgiver. Hun var en af Manchukuos mest populære kendte personer: indspillede plader, optrådte i radio, blev omtalt i pressen og i kiosklitteraturen. Efter, at hun begyndte at kritisere Japans udbytning af Manchuriet, hvilket på grund af hendes popularitet gjorde hende farlig, mistede hun sin propagandaværdi for Japan og var ikke længere så hyppigt i medierne.
Efter 2. verdenskrig blev hun efterlyst af Kinas myndigheder, og den 11. november 1945 blev det meldt at "en længe eftersøgt skønhed i mandsklæder er blevet arresteret i Beijing af officerer fra den kinesiske kontraspionage". I 1948 blev hun stillet for retten for landsforræderi af den kinesiske nationalistregering, fundet skyldig og henrettet.

## I kulturen
Kawashima er siden 1932 blevet portrætteret i talrige film, bøger og computerspil.
I filmen Den sidste kejser blev hun spillet under navnet Eastern Jewel af Maggie Han. Ian Burumas historiske roman The China Lover er baseret på Kawashimas liv, lige som Maureen Lindleys roman The Private Papers of Eastern Jewel.